# حزب أم القرى
حزب أم القرى حزب أردني نشط في عشرينيات القرن العشرين. تأسس الحزب على إثر انشقاق علي رضا الركابي عن حزب الاستقلال العربي.